# ドナウ＝アルプス帝国大管区群

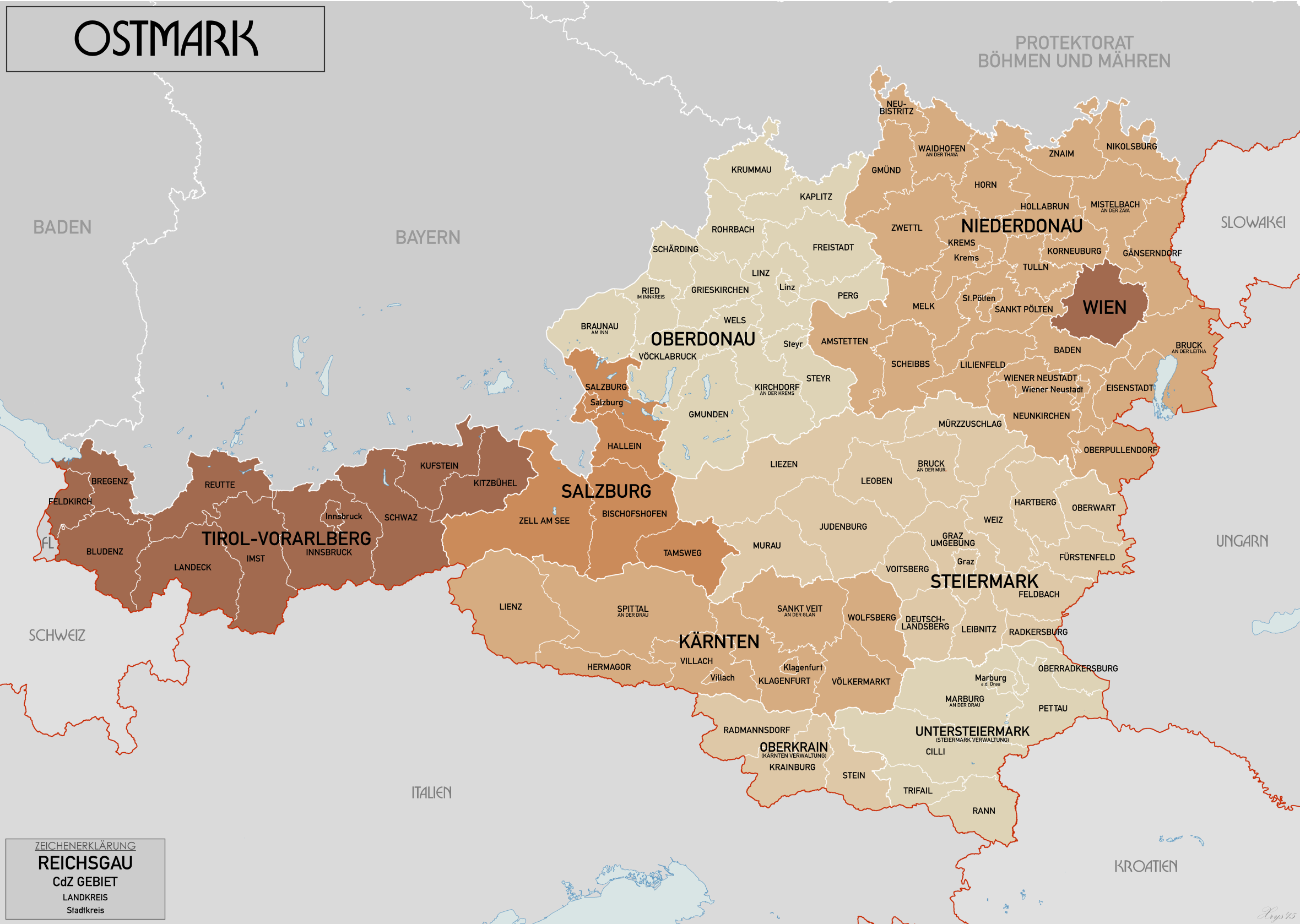
1941年のオストマルク帝国大管区

ドナウ＝アルプス帝国大管区群またはアルペン＝ドナウ帝国大管区群（Donau- und Alpenreichsgaue または Alpen- und Donau-Reichsgaue）は、ナチス・ドイツが併合したオーストリアに置いた7つの帝国大管区に与えたプロパガンダ的名称である。1938年から1939年まではエスターライヒ州（Land Österreich）と呼ばれていたが、1940年にエスターライヒ州は7つの帝国大管区に分割されてオストマルク帝国大管区群となり、さらに1942年にドナウ＝アルプス帝国大管区群に改称された。

## 背景
1938年3月12日のアンシュルスにより、オーストリアは翌3月13日をもってドイツ国の1州であるエスターライヒ州となり、国家としてのオーストリア第一共和国は事実上消滅した。アドルフ・ヒトラーは、1938年10月14日にオーストリアに国家代理官府を置く命令を発布するとともに、エスターライヒ州をオストマルク州に改称させた。オストマルクは中世の東方辺境伯領あるいはオーストリア辺境伯領に対して19世紀に与えられた名称であり、この改称には併合されたオーストリアの国民意識を弱めるとともに、ドイツ民族による単一国家の一部分としての意識を高揚させる意図があった。1940年にはオーストリアであった領域はオストマルク帝国大管区群として7つの帝国大管区に分割されたが、1942年1月にはさらにオーストリアの印象を薄めるべく、プロパガンダ的名称として大ドイツ国ドナウ＝アルプス帝国大管区群に改称された。

## 管理体制
1939年4月14日のオストマルク法により、オーストリアの国土は7つの帝国大管区に分割されたが、オーストリアにもとあった州とは完全には対応していなかった。ベルリンから派遣された国家代理官が行政を取り仕切ったが、国家代理官はたいてい大管区指導者を兼任しており、この場合は行政の長として振る舞う場合でも党の階級である大管区指導者で呼ばれることが多かった。
オーストリアのオーバーエスターライヒ州とニーダーエスターライヒ州とはそれぞれ1939年に上ドナウ帝国大管区および下ドナウ帝国大管区となり、チロル州とフォアアールベルク州は統合されてチロル＝フォアアールベルク帝国大管区となった。また、東チロルはケルンテン州に編入されてケルンテン帝国大管区の一部となった。ブルゲンラント州は解体され、ノイジードル・アム・ゼー郡、アイゼンシュタット、マッテルスブルク、オーバープレンドルフは下ドナウ帝国大管区に編入され、オーバーヴァルト、ギュッシング、イェンナースドルフはシュタイアーマルク州とともにシュタイアーマルク帝国大管区となった。ザルツカンマーグートのシュタイアーマルク州側の一部であるアウスゼーアラントは、「総統の生地」ブラウナウ・アム・インのある上ドナウ帝国大管区に編入された。また、ザルツブルク州はザルツブルク帝国大管区となった。
ウィーンは旧ニーダーエスターライヒ州から多くの地域を編入して大幅に拡大されて大ウィーンとなり、面積においてドイツ国で最大、人口も大ベルリンに次いで第二位の都市となって大ウィーン帝国大管区が置かれた。また、1938年のミュンヘン会談でズデーテン地方を割譲させられたうえ、1939年春に解体されたチェコスロバキアは、南ボヘミア（カプリッツ郡およびクルマウ・アン・デア・モルダウ）と南モラヴィア（ニコルスブルク、ズナイム、ノイビストリッツの各郡）はそれぞれ上ドナウ帝国大管区、下ドナウ帝国大管区に編入された。1939年7月には区割りの見直しが行われ、下ドナウ帝国大管区に編入されていた南ボヘミアのグラッツェン司法管轄区が上ドナウ帝国大管区に移管された。グラッツェンは行政上・党組織上は上ドナウ帝国大管区の一部となったが、宗教法上は下ドナウ帝国大管区のザンクト・ペルテンの下にあったため、一般には「中ドナウ」と呼ばれていた。